# Wrexham Association Football Club
Il Wrexham Association Football Club, noto semplicemente come Wrexham, è una società calcistica gallese con sede nella città di Wrexham. Milita in Championship, la seconda serie del campionato inglese di calcio. È il club calcistico, ancora in attività, più antico del paese, e per questo è parte del Club of Pioneers, associazione che accoglie i club più longevi per ogni federazione.
Fondato nel 1864, è il club più antico del Galles nonché il terzo più antico del mondo. Oltre ad aver vinto 23 Coppe del Galles, di cui è stato anche il primo vincitore in assoluto, vanta il raggiungimento di tre quarti di finale di FA Cup nel 1974, nel 1978 e nel 1997, un quindicesimo posto in Second Division nella stagione 1978-1979 e un quarto di finale nella Coppa delle Coppe 1975-1976.
Disputa i suoi incontri al Racecourse Ground, stadio di proprietà nato nel 1807 e da sempre impianto casalingo della squadra. Dal 2021 il club è di proprietà degli attori Rob McElhenney e Ryan Reynolds; sotto la doppia presidenza il club ha intrapreso una rapida scalata della piramide calcistica inglese, passando dalla quinta alla seconda serie.

## Storia

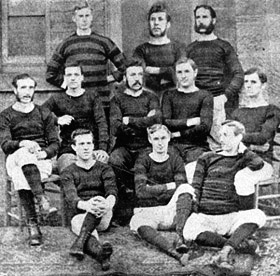
Il Wrexham che vinse la Coppa del Galles nel 1878.

Fu fondato il 3 ottobre 1864 da membri del Wrexham Cricket Club, che furono anche fra i promotori della riduzione del numero di giocatori per squadra in campo a 11 (a quei tempi il numero di giocatori non era ancora ben definito dal regolamento).
Nel 1878 vinsero la prima edizione della Coppa del Galles, bissando il successo nel 1883, anno in cui disputò anche la sua prima FA Cup. Tuttavia la partita inaugurale vide una sconfitta della squadra con problemi di ordine pubblico da parte degli spettatori presenti, che portarono alla squalifica della squadra e alla creazione di un nuovo club, il Wrexham Olympic, che tre anni dopo riprese il nome originale.
Nel 1890 partecipò per la prima volta alla Football Combination, campionato nel quale rimase fino al 1905, vincendo quattro volte (giocando per due stagioni nella Welsh League).
Nel 1905 ottenne l'ammissione al campionato di Birmingham e distretto, venendo infine ammesso alla Football League nel 1921. In questo periodo vinse 6 volte la Coppa di Galles, prima di essere ammesso alla Third Division.
Il miglior risultato fu quello del 1933, con un secondo posto in campionato, oltre al terzo posto nella prima stagione dopo la seconda guerra mondiale.
Nel 1958 vinse dopo 26 anni di nuovo la Coppa del Galles, ma due anni dopo, nel 1960, venne retrocesso in Fourth Division dopo quasi 40 anni in terza divisione. Nel 1966 arrivò ultimo nell'ultima divisione della Football League, tuttavia nel 1972, con la vittoria nella Coppa nazionale, esordì nelle competizioni europee nella Coppa delle Coppe.
Nel 1974 arrivò ai quarti di finale di FA Cup e due anni dopo allo stesso risultato in Coppa delle Coppe, eliminato solo dai successivi vincitori della competizione, l'Anderlecht.
A cavallo fra anni settanta e ottanta la squadra conobbe un periodo di splendore, con la vittoria della Coppa nazionale, i quarti di finale in FA Cup e la vittoria in Third Division, a cui seguirono quattro stagioni in Second Division.
Retrocesso poi per due anni consecutivi, la squadra si ritrovò in Fourth Division, restandoci fino al 1993. Nel 1992 realizzò una delle maggiori imprese in FA Cup da parte delle squadre di serie minori, eliminando i campioni d'Inghilterra dell'Arsenal.
Promossi in terza serie (allora ridenominata Second Division, dopo la creazione della Premier League), rimasero fino alla retrocessione in Football League 2 nel 2005.
Vinsero nel 1995 l'ultima Coppa del Galles a cui furono ammessi a partecipare (dal momento che da quell'edizione in poi la Federazione gallese decise di precludere la competizione a quelle squadre che giocavano nel campionato di calcio inglese), battendo una delle altre due grandi squadre gallesi, il Cardiff City.

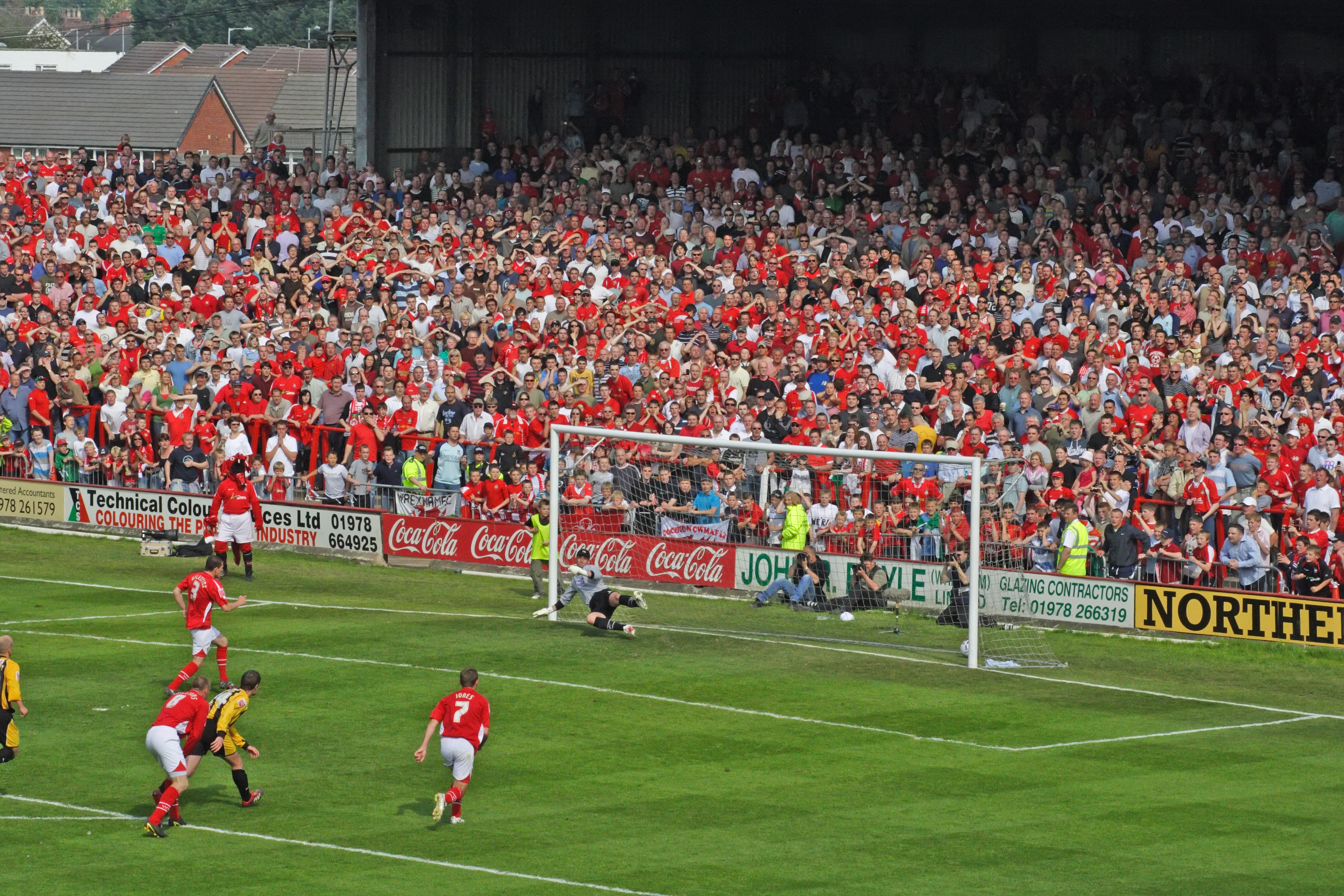
Ryan Valentine segna il goal che mantiene il Wrexham nella Football League (5 maggio 2007).

Nel 2006, a causa dei problemi societari, la vecchia società del Wrexham Association Football Club è stata sostituita da quella con il nome attuale. Nella stagione 2007-2008 è finita ultima nella Football League Two, retrocedendo in Football Conference, dopo 87 anni consecutivi di militanza nelle categorie professionistiche inglesi.
Nelle stagioni 2008-2009 e 2009-2010, disputate in Football Conference, la squadra ottiene due piazzamenti di centro-classifica, rispettivamente un decimo ed un undicesimo posto. Nella stagione 2012-2013, allenato dall'ex giocatore Andy Morrell, vince un FA Trophy. Nella stagione 2017-2018 milita per il decimo anno consecutivo in National League.
Nel novembre del 2020, gli attori Rob McElhenney e Ryan Reynolds iniziano le procedure per l'acquisizione del club, che si concludono nel febbraio dell'anno seguente. Nella stagione 2021-2022 la squadra termina il campionato al 2º posto, prima di essere sconfitto in semifinale di play-off dal Grimsby Town per 5-4 ai tempi supplementari. Nello stesso anno perde la finale di FA Trophy contro il Bromley per 1-0. Il 23 aprile 2023 viene matematicamente promosso in Football League Two, assicurandosi il primo posto in campionato in seguito alla vittoria per 3-1 contro il Boreham Wood. A fine stagione il Wrexham chiude al primo posto in classifica totalizzando 111 punti, un record per le prime cinque divisioni del campionato di calcio inglese.
Il 13 aprile 2024 viene promosso in Football League One dopo la vittoria per 6-0 contro il Forest Green Rovers che permette al Wrexham di finire il campionato al secondo posto dietro solo allo Stockport County.

## Colori e simboli
I colori del Wrexham sono il bianco, il rosso e il verde. La tradizionale divisa casalinga si compone di maglia rossa, calzoncini e calzettoni bianchi, mentre quella da trasferta prevede maglia bianca, calzoncini e calzettoni rossi.
La mascotte ufficiale del club è Wrex the Dragon, un drago gallese. È stata introdotta nella stagione 2001-2002, insieme al soprannome The Dragons per indicare il club: i tifosi del Wrexham, infatti, chiedevano un soprannome che promuovesse l'identità gallese e differenziasse il club da altri club soprannominati The Robins.

## Stadio
Fin dal 1864 il Wrexham disputa i suoi incontri casalinghi al Racecourse Ground. La capienza è di 10500 spettatori, che ne fanno uno degli impianti più grandi del Galles, nonché il più grande del Galles del nord. È lo stadio più antico del mondo tra quelli che ospitano ancora incontri internazionali, oltre ad essere stato l'impianto in cui la nazionale gallese ha disputato il suo primo incontro casalingo. 

## Società
Di seguito l'organigramma del club.
- Rob McElhenney - Presidente
- Ryan Reynolds - Presidente
- Humphrey Ker - Direttore esecutivo
- Fleur Robinson - Amministratore delegato
- Shaun Harvey - Membro del comitato consultivo
- Peter Moore - Membro del comitato consultivo
- Les Reed - Membro del comitato consultivo

## Nella cultura di massa
Il Wrexham è stato al centro del docu-reality Welcome to Wrexham, distribuito da FX negli Stati Uniti e da Disney+ nel Regno Unito ed in Irlanda. La prima stagione del docu-reality, distribuita nell'agosto 2022, segue l'acquisto del club da parte degli attori Rob McElhenney e Ryan Reynolds nel 2021 e gli eventi del Wrexham durante la stagione 2021-2022 di National League, conclusa con il secondo posto in campionato e con la finale di FA Trophy. La seconda stagione, distribuita nel settembre 2023, segue gli eventi della squadra nella stagione 2022-23, conclusa con il primo posto e la promozione in Football League Two. Il docu-reality ha avuto un ottimo successo di critica, vincendo due premi ai Critics' Choice Television Awards e cinque premi ai Primetime Emmy Awards, e ha portato grande visibilità internazionale al club gallese.
Dopo l'acquisizione del club da parte di McElhenney e Reynolds, il Wrexham è stato incluso in FIFA 22, ventinovesimo capitolo della serie di videogiochi di calcio FIFA, diventando il primo club di un campionato non pienamente professionistico a essere rappresentato nella celebre serie.

## Giocatori
Thomas Bamford, con 201 reti in tutte le competizioni, 175 nei soli campionati, è il miglior marcatore nella storia della società.

## Palmarès

### Tornei della Federazione gallese

#### Competizioni nazionali
- Coppa del Galles: 23  (record)

1877-1878, 1882-1883, 1892-1893, 1896-1897, 1902-1903, 1904-1905, 1908-1909, 1909-1910, 1910-1911, 1913-1914, 1914-1915, 1920-1921, 1923-1924, 1924-1925, 1930-1931, 1956-1957, 1957-1958, 1959-1960, 1971-1972, 1974-1975, 1977-1978, 1985-1986, 1994-1995
- FAW Premier Cup: 5 (record)

1997-1998, 1999-2000, 2000-2001, 2002-2003, 2003-2004

### Tornei della Federazione inglese

#### Competizioni nazionali
- Third Division: 1

1977-1978
- Football League Trophy: 1

2004-2005
- FA Trophy: 1

2012-2013
- National League: 1

2022-2023

## Statistiche

### Statistiche nelle competizioni UEFA
| Competizione      | Partecipazioni | G  | V  | N | P  | RF | RS |
| ----------------- | -------------- | -- | -- | - | -- | -- | -- |
| Coppa delle Coppe | 8              | 28 | 10 | 8 | 10 | 37 | 32 |

## Organico

### Rosa 2025-2026
Aggiornata al 1° agosto 2025.
| N. |                        | Ruolo | Calciatore       |
| -- | ---------------------- | ----- | ---------------- |
| 1  | Inghilterra (bandiera) | P     | Arthur Okonkwo   |
| 3  | Inghilterra (bandiera) | D     | Lewis Brunt      |
| 4  | Galles (bandiera)      | D     | Max Cleworth     |
| 5  | Irlanda (bandiera)     | D     | Eoghan O'Connell |
| 6  | Irlanda (bandiera)     | D     | Thomas O'Connor  |
| 7  | Irlanda (bandiera)     | C     | James McClean    |
| 8  | Inghilterra (bandiera) | C     | Andy Cannon      |
| 9  | Inghilterra (bandiera) | A     | Ollie Palmer     |
| 11 | Inghilterra (bandiera) | A     | Jack Marriott    |
| 12 | Inghilterra (bandiera) | C     | George Evans     |
| 13 | Inghilterra (bandiera) | P     | Callum Burton    |
| 15 | Inghilterra (bandiera) | C     | George Dobson    |
| 16 | Inghilterra (bandiera) | A     | Jay Rodriguez    |
| 17 | Inghilterra (bandiera) | C     | Luke Bolton      |
| 19 | Gambia (bandiera)      | D     | Jacob Mendy      |
| 20 | Inghilterra (bandiera) | C     | Oliver Rathbone  |

| N. |                          | Ruolo | Calciatore       |
| -- | ------------------------ | ----- | ---------------- |
| 22 | Gambia (bandiera)        | A     | Mo Faal          |
| 23 | Inghilterra (bandiera)   | D     | Sebastian Revan  |
| 24 | Inghilterra (bandiera)   | D     | Dan Scarr        |
| 27 | Galles (bandiera)        | A     | Jake Bickerstaff |
| 28 | Inghilterra (bandiera)   | A     | Sam Smith        |
| 29 | Inghilterra (bandiera)   | C     | Ryan Barnett     |
| 34 | Inghilterra (bandiera)   | D     | Aaron James      |
| 37 | Inghilterra (bandiera)   | C     | Matty James      |
| 38 | Inghilterra (bandiera)   | C     | Elliot Lee       |
| 42 | Inghilterra (bandiera)   | A     | Callum Edwards   |
| 43 | Inghilterra (bandiera)   | A     | James Rainbird   |
| 45 | Galles (bandiera)        | C     | Harry Ashfield   |
| 47 | Inghilterra (bandiera)   | A     | Ryan Longman     |
|    | Galles (bandiera)        | P     | Danny Ward       |
|    | Scozia (bandiera)        | A     | Ryan Hardie      |
|    | Nuova Zelanda (bandiera) | D     | Liberato Cacace  |
|    | Inghilterra (bandiera)   | D     | Conor Coady      |

### Rose passate
- 1972-1973
- 1975-1976
- 1984-1985
- 1986-1987
- 1990-1991